# 索姆河战役
索姆河戰役（英語：Battle of Somme）是第一次世界大戰中規模最大的一次會戰，時間發生在1916年7月1日到11月18日間，英、法兩國為突破德軍防禦並將其擊退到法德邊境，於是在位於法國北方的索姆河區域實施作戰。双方傷亡共130万人，是一战中最惨烈的阵地战，也是人類歷史上第一次於實戰中使用坦克。

## 战事准备
这场战役是协约国在1916年总战略进攻计划的一部分。计划拟定的内容是：在福煦将军的统一指挥下，法国埃米爾·法約勒将军的第6军团和英国亨利·罗林森将军的第4军团，负责突破囤驻在富科库尔、埃比泰讷地区的德国弗里茨·冯·贝卢将军之第2军团的防御阵地；并运用骑兵兵团向法军负责的佩罗讷、莫伯日和英军负责的巴波姆、康布雷等地打开突破口。英、法联军共有32个步兵师和6个骑兵师，2189门火炮、迫击炮，约300架飞机；德国第2军团则有43个步兵师，356门火炮、迫击炮和245架飞机。德军防御由3道阵地组成，全纵深为7至8公里。

## 經過
1916年6月24日，英軍經過充足的準備下，先出動了約1400門火炮，對德軍陣地進行一周的猛烈砲擊（6月24日—7月1日），共發射了約150萬發砲彈。英軍希望透過炮火轟擊，達到消滅德軍戰壕的目的。但事實上德軍只有些微死傷，炮火不足以摧毀戰壕，其中約1000門是野戰砲，對戰事並無多大作用。。7天的砲擊，雖然幾乎完全摧毀德軍第一陣地，部分摧毀第二陣地，但失去了進攻作戰在戰術上應保持的主動性。
7月1日，英國第4軍團從馬里庫爾至埃比泰恩25公里正面向巴波姆方向實施主要突擊，由英國第3軍團第7軍在其左翼掩護；法國第6軍團從羅西耶爾以北索姆河兩岸向佩羅訥方向實施輔助突擊。當日，法軍和英軍右翼突破德軍第一道陣地，但英軍左翼為德軍壕溝陣地所阻。英軍採用密集隊形突擊， 遭德軍MG-08的強大火力殺傷，損失近57,000人。
7月2—3日，英軍右翼和法軍攻佔德軍第二道陣地，法軍一度佔領巴爾勒、比阿什等德軍防禦要地。此後數日，由於德軍投入預備部隊以及英、法聯軍本身在突破戰術和指揮調度方面存在著嚴重缺點（對各地區的突擊規定繁瑣，限制了軍隊的主動性等），以致推進緩慢。
7月19日，德軍指揮部又投入新一波預備部隊，為便於指揮，將第2軍團分編為由貝洛將軍指揮的第1軍團和加爾維茨將軍指揮的第2軍團。並在防禦上加長縱深，構築了補充防禦地區。
7月中旬，英、法聯軍僅向前推進數公里，未達成作戰的預期目標。而又损失了不少部队
7月底至8月中旬，英、法聯軍將其部隊增強至51個師、飛機增加至509架；而德軍增加到31個師、飛機增到300架，由於作戰的遲緩、膠著，遂轉變成為消耗戰。
9月3日起，法國米舍萊將軍的第10軍團、英國高福將軍的第5軍團分別投入戰鬥，戰場正面範圍擴大到50公里寬的戰線。德軍增強至40個師，又不停加強陣地的防禦工事。因此英、法軍隊的推進速度平均每晝夜僅有150至200公尺。
9月15日，英軍第一次使用新式兵器——Mark I 坦克（共49輛坦克，實際參戰僅18輛），配合步兵進攻，推進了4至5公里。這是戰爭史上第一次使用坦克，對守備方的德國步兵產生了心理震撼，使他們放棄陣地不戰自退。但由於坦克的技術與裝備尚未完善，加上戰線寬廣（10公里18輛坦克），仍然沒有達成打開突破口的作戰目標。戰術層級的運用成功並未能引導作戰勝利。雖然英軍後來又使用了兩次坦克，同樣收效不大，倒讓德軍開始學習如何對付敵方這個龐然巨物。
進入秋季後，氣候開始惡化，由於陰雨連綿、道路泥濘，戰鬥漸漸平息，到了11月完全停止，英、法兩國的作戰計畫宣告失敗。

## 評價

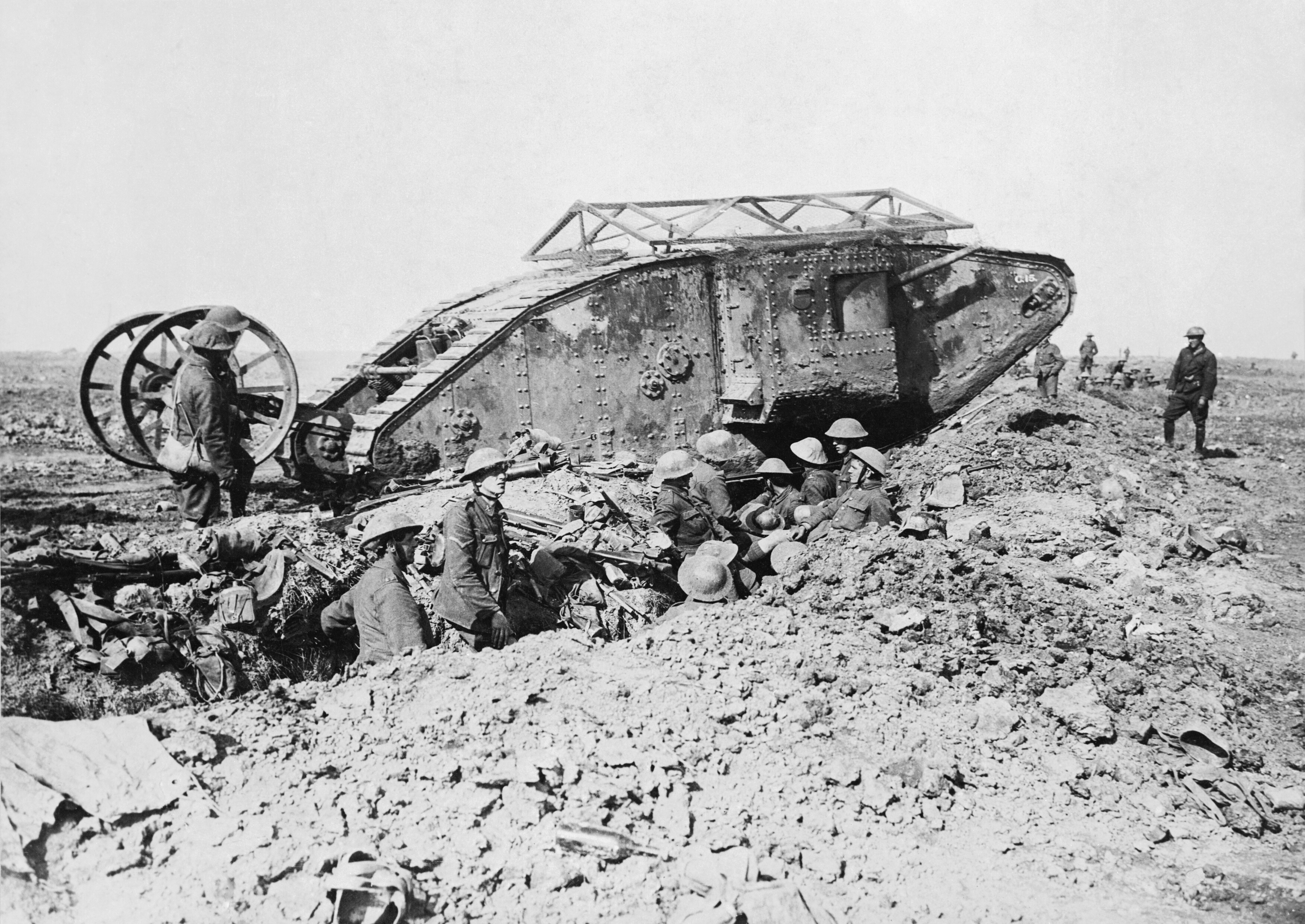
Mark I戰車

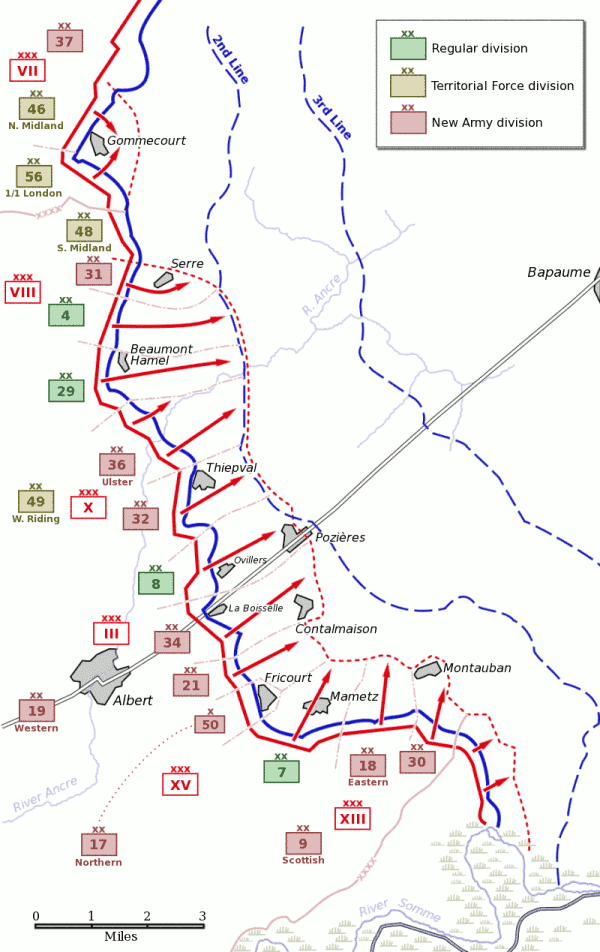
英軍進攻路線

在戰史上的評論是：索姆河戰役是第一次世界大戰中雙方傷亡皆極為慘重的典型壕溝戰。不論是雙方所投入的兵力、兵器，都是本次大戰中最多的。英軍投入作戰兵力有54個師，法軍有32個師，德軍則為67個師。戰役結束時，英、法聯軍傷亡794,000人，却未能突破德軍防禦，僅推進5—12公里。德軍則損失538,000人。德國雖然失去240平方公里的壕溝陣地，卻成功阻截了協約國的戰略計畫。但協約國在西南戰線的勝利仍使得戰局的主導權逐漸從德國移向協約國。
至於用兵學方面的檢證是：在正面狹窄的地段上，接連實施多次步兵突擊來突破敵陣的戰術，成效不大，而且極有可能耗損巨額兵力。此外，這場戰役促使其他強權國家開始裝備坦克等類型的陣地突破用重型器械，並發展反制這類重裝備武器的兵器，從而帶動並啟發了戰間期與第二次世界大戰期間各國軍工業的蓬勃發展。

## 戰術與武器的使用
在索姆河戰役期間，英軍的進攻方式，是利用徐進彈幕隨己方步兵推進而彈著點前移，步兵再以排成橫列的方式（線式戰術）進軍。而在此戰役，德軍以機槍、火炮構成壕溝戰強大的防禦火力，使英軍耗損大量步兵，卻仍不能順利攻佔德軍陣地。當時英軍士兵的主要武器步槍對於德軍陣地的打擊有限，甚至根本無法對付德軍防禦時的強大火力。大部分的士兵在到達戰壕前線之前就已傷亡倒下。此後英軍開始嘗試使用新型武器─坦克。

## 加入戰役的國家
協約國：英國、法國、英屬加拿大自治領地、英屬印度、英屬紐西蘭自治領地、英屬南非聯邦、英屬澳大利亞聯邦
指揮官：道格拉斯·黑格
同盟國：德意志帝國
指揮官：麥斯·馮·加爾維茲、弗里茨·馮·貝盧

## 延伸阅读
- Ball, S. . London: HarperCollins. 2004. ISBN 978-0-00-653163-0.
- Buchan, J. . New York: George H. Doran. 1917  [15 December 2014]. OCLC 699175025.
- Dugmore, A. R. . Pen & Sword Military. 2014. ISBN 978-1-78346-311-4.
- Gilbert, M.  repr. Henry Holt and Company. 2006 [1994]. ISBN 0-8050-8127-5.
- Green, A. . London: Frank Cass. 2003. ISBN 0-7146-8430-9.
- . Washington: United States Army, American Expeditionary Forces, Intelligence Section. 1920  [13 September 2013]. ISBN 5-87296-917-1.
- James, E. A.  London Stamp Exchange. Aldershot: Gale & Polden. 1990 [1924]. ISBN 978-0-948130-18-2.
- Jones, H. A.  II N & M Press. London: Clarendon Press. 2002 [1928]  [9 August 2014]. ISBN 1-84342-413-4.
- Keegan, J. . London: Random House. 1998. ISBN 0-09-180178-8.
- Liddell Hart, B. H. . Boston, Little, Brown. 1932. OCLC 16161900.
- Liddell Hart, B. H.  3rd. London: Book Club Associates. 1973 [1970]. OCLC 819218074.
- Masefield, J. . New York City: Macmillan. 1917  [27 June 2013]. OCLC 1183536.
- MacDonald, L. . London: Penguin Books. 1983. ISBN 0-14-017867-8.
- McLaughlin, P. . Bulawayo: Books of Zimbabwe. 1980. ISBN 0-86920-232-4.
- Middlebrook, M. . London: Penguin. 1971. ISBN 0-14-139071-9.
- Neillands, R. . Magpie Books. 2004. ISBN 1-84119-863-3.
- Mitchell, S. B. T.  (pdf) (学位论文). University of Birmingham. 2013  [1 December 2014]. OCLC 894593861. （原始内容存档于2017-03-01）.
- Nicholson, G. W. L.  (PDF). Official History of the Canadian Army in the First World War. Ottawa: Queen's Printer and Controller of Stationary. 1962  [27 December 2012]. OCLC 557523890. （原始内容存档 (PDF)于2011-08-26）.
- Nomenclature Committee as Approved by Army Council.  N & M Press. London: HMSO. 1994 [1922]. ISBN 1-84342-196-8.
- Prior, R.  1st. London: Cassel. 1999. ISBN 0-304-35984-X.
- Prior, R.; Wilson, T.  1st. New Haven: Yale University Press. 2005. ISBN 0-300-10694-7.
- Recouly, R. Jones, Mary Cadwalader , 编. . New York: Charles Scribner's Sons. 1920. OCLC 2036520.
- Regan, G. . London: Guinness Publishing. 1993. ISBN 0-85112-728-2.
- Robertshaw, A. . Oxford: Osprey. 2006. ISBN 1-84603-038-2.
- Sacco, J. . W. W. Norton. 2013. ISBN 978-0-393-08880-9.
- 1st. London: HMSO. 1922  [27 June 2013]. OCLC 1318955.
- Watson, A. . Cambridge Military Histories. New York: Cambridge University Press. 2008. ISBN 978-0-52188-101-2.
- Wilkinson, R. . Barnsley: Pen & Sword. 2006. ISBN 1-84415-393-2. OCLC 64746633.
- van Hartsveldt, Fred R. . London and Westport, CT: Greenwood Press. 1996. ISBN 0-313-29386-4.
- Philpott, W.  1st. London: Little, Brown. 2009. ISBN 978-1-4087-0108-9.